# Alfredo Bennicelli
Alfredo Bennicelli (Roma, 19 febbraio 1879 – Roma, 30 maggio 1960) è stato un generale italiano.
Considerato il padre dei carristi italiani, fu successivamente senatore del Regno, ricoprendo svariati incarichi presso le Commissioni Agricoltura e dell'Economia Corporativa e dell'Autarchia, fino alla caduta del fascismo.

## Biografia
Il conte Alfredo Bennicelli nacque a Roma il 19 febbraio 1879, da Achille e Elisabetta Martinori. La coppia ebbe altri tre figli: Filippo, Maria Antonietta e Riccardo.
Svolse il servizio militare di leva nel Regio Esercito con il grado di sottotenente presso il 13º Reggimento Artiglieria da campagna di stanza a Roma. Dopo essersi congedato tornò alla professione di industriale e agricoltore presso le sue tenute situate in Umbria. All'entrata dell'Italia nella prima guerra mondiale, avvenuta il 24 maggio 1915, fu richiamato in servizio ed incaricato di procedere alla requisizione di ogni automezzo adatto all'uso militare, esistente nelle province di Roma, Perugia e Terni. Nell'estate dello stesso anno fu inviato presso l'industria automobilistica FIAT di Torino, addetto alla sorveglianza, alla riparazione e produzione di autovetture ed autocarri. Sotto il suo controllo si svolsero le prime prove sul campo di traino meccanico dei pezzi d'artiglieria pesante, e lo sviluppo delle trattrici Fiat 20B, Fiat 30, Pavesi-Tolotti A e Pavesi-Tolotti B. Fino al 1917 fu il responsabile dei collaudi del materiale ruotato adottato dal Regio Esercito, e studiò il loro uso in ambito montano. Per superare la stasi delle operazioni militari si dedicò alla progettazione di mezzi speciali utili a superare il concetto di guerra di trincea. Presso la Pavesi-Tolotti fece costruire e sperimentare un mezzo ruotato protetto a tre assi atto al taglio dei reticolati, stando al riparo dei fuoco avversario. Il veicolo fu sperimentato, ma non diede buoni risultati e fu abbandonato.
A quell'epoca in Francia ed in Gran Bretagna erano in corso di realizzazione i primi mezzi corazzati ideati per sfondare i reticolati stesi a protezione delle linee nemiche, potendo resistere al fuoco delle armi leggere, delle mitragliatrici e dell'artiglieria leggera. Promosso capitano, nei primi mesi del 1917 il Ministro della guerra, Tenente generale Vittorio Italico Zupelli, lo mandò in Gran Bretagna e poi in Francia sul fronte occidentale, in qualità di ufficiale di collegamento con i carristi dei due paesi alleati. Pur incontrando difficoltà ed ostacoli di ogni genere riuscì ad esaminare diversi tipi di veicoli corazzati, sia inglesi che francesi. Aiutato dall'ambasciatore italiano in Francia, marchese Salvatore Raggi, riuscì ad ottenere il permesso di partecipare all'attacco britannico nelle Fiandre, avvenuto il 9 agosto 1917 a Poperinghe, Ypres sull'Isère. In seguito partecipò con i reparti corazzati francesi alla battaglia delle Somme, dove rimase favorevolmente colpito dalle prestazioni del carro Schneider CA1, e seppur tra mille difficoltà riuscì a farne mandare in Italia l'esemplare n.212 con cui effettuare le opportune valutazioni in vista del successivo acquisto. In seguito alla completa relazione, coadiuvata da foto, redatta dal neo maggiore Bennicelli il generale Alfredo Dallolio, Sottosegretario di stato per le armi e le munizioni, richiese al governo francese la fornitura di 20 carri Schneider e 100 carri leggeri Renault FT. Il governo d'oltralpe rifiutò di fornire anche un solo carro armato, ritenuti oramai indispensabili per il proseguimento della guerra, e solo dopo molte pressioni diplomatiche i francesi acconsentirono a fornire 4 carri Renault. Durante il suo servizio in Francia ebbe modo di studiare un carro tedesco A7V catturato dai francesi, ma non ne rimase favorevolmente impressionato. Nel contempo la Fiat aveva iniziato a costruire in proprio il prototipo del carro pesante Fiat 2000, ed egli fu incaricato di seguirne lo sviluppo. Per convincere le gerarchie militari, i politici e gli industriali il 2 agosto 1918 organizzò sugli spalti delle antiche fortificazioni di Piacenza un'esibizione del carro Renatl FT. Sotto la sua guida il veicolo superò trincee, un fosso largo 5 e profondo 2 m, cumuli di pietra e sabbia, un'automobile e valicò un argine alto 4,5 m. Al termine della spettacolare dimostrazione la Commissione Armi e Munizioni emise un ordine per la produzione di 1.400 carri armati Renault, e la sera stessa egli partì nuovamente alla volta di Parigi per acquistare la licenza di produzione del carro. In quel periodo ricopriva contemporaneamente gli incarichi di inviato del Ministro delle Armi e Munizioni presso il Comitato Interalleato di Versailles e di Capo dell'Ufficio Carri d'Assalto del Comando supremo dell'Esercito italiano.
Nel corso del 1918 pubblicò uno studio intitolato Artiglieria e Carri Blindati Cingolati in cui prevedeva il possibile sviluppo di pezzi d'artiglieria semovente dotati di armi da 75 e 105 mm. Nonostante la fine della guerra la ditta Ansaldo, seguendo le teorie del suo studio, modificò uno dei carri Renault FT-17 ricevuti in prova trasformandolo in un semovente d'artiglieria con cannone da 75 mm. Su pressione di Bennicelli, che voleva sperimentare i mezzi corazzati anche nei territori coloniali, il Ministro della Guerra Zuppelli acconsentì ad inviare il Libia una sezione su tre carri Renault e uno dei due Fiat 2000. I mezzi arrivarono nel febbraio 1919 e impiegati contro le tribù ribelli diedero ottima prova su tutti i terreni in cui furono impiegati, evidenziando solo la scarsa velocità raggiungibile e l'armamento insufficiente, difetti già noti da tempo. Visto che l'interesse per i mezzi corazzati, e per la meccanizzazione dell'esercito, andava via via scemando con il passare del tempo, il 5 aprile 1919 organizzò sotto l'egida della Croce Rossa una esibizione di mezzi corazzati. Tale esibizione, che coinvolse tutti i carri disponibili tranne lo Schneider, ebbe luogo nello Stadio Nazionale di Roma, alla presenza del re Vittorio Emanuele III di Savoia, del Principe Ereditario, del Ministro della guerra e di numerosi generali. Poco dopo fu promosso tenente colonnello, ed andò in congedo per riprendere il suo impiego presso la Fiat. Il 23 aprile 1923 fu designato a far parte della Commissione incaricata dello sviluppo dei mezzi d'assalto, in vista dell'entrata in servizio del nuovo carro leggero Fiat 3000, ma subito abbandonò definitivamente l'industria, per dedicarsi all'attività di agricoltore. Nel 1924 aderì al Partito Nazionale Fascista
Sposato con Rosanna dei Marchesi Spinola, la coppia ebbe un figlio, Alberto.
Divenuto Presidente della Cattedra Ambulante di agricoltura, il 26 ottobre 1933 il Prefetto di Perugia lo propose per la nomina a Senatore del Regno, che gli fu concessa il 23 gennaio 1934, e convalidata dal giuramento effettuato il 2 maggio dello stesso anno. Contemporaneamente venne elevato al grado di Colonnello. L'anno dopo assistette alle manovre militari effettuate in Alto Adige della Divisione motorizzata "Trento", e redasse un'esaustiva relazione che evidenziava i difetti, dalla tecnica, alla logistica, ed alla manovra, incontrate dalla Grande Unità. All'entrata in guerra dell'Italia, il 10 giugno 1940, fu richiamato in servizio con il grado di Generale di brigata, assegnato al Comitato di Redazione della Storia dell'Automobilismo militare sezione Carri Armati, che non si riunì mai.
Tra il 17 aprile 1939 e il 14 aprile 1941 fu componente della Commissione Agricoltura e tra il 14 aprile 1941 e il 5 agosto 1943 della Commissione dell'Economia Corporativa e dell'Autarchia.
Il 7 agosto 1944 fu deferito all'Alta corte di giustizia per le sanzioni contro il fascismo, ma l'istanza fu rigettata con ordinanza del 21 ottobre dello stesso anno.
Ricoprì importanti cariche presso la Corte pontificia e Papa Pio XII lo nominò segretario per le ambasciate, carica che ricoprì sinché visse. Si spense a Roma il 30 maggio 1960.

### Periodici
- Rodolfo Ballardini, Alfredo Bennicelli, il padre del carrismo italiano, in RID Rivista Italiana Difesa, n. 3, Chiavari, Giornalistica riviera Soc. Coop. s.r.l., marzo 2009,  pp. 85-97.
- Filippo Cappellano, Nicola Pignato, Il carro armato e l'Esercito italiano nella Grande Guerra (prima parte), in Storia & Battaglie, n. 79, Vicchio, Editoriale Lupo, aprile 2008.
- Filippo Cappellano, Nicola Pignato, Il carro armato e l'Esercito italiano nella Grande Guerra (seconda parte), in Storia & Battaglie, n. 80, Vicchio, Editoriale Lupo, maggio 2008,  pp. 12-20.